# Thompson Magawana
Thompson Magawana (* 23. März 1959; † 1995) war ein südafrikanischer Marathon- und Ultramarathonläufer.
1980 wurde er in 2:12:50 h südafrikanischer Marathonmeister, und 1985 wurde er mit seiner persönlichen Bestzeit von 2:10:39 h Dritter bei den nationalen Marathonmeisterschaften.
1987 gewann er den Two Oceans Marathon über 56 km und wurde erneut Dritter bei den nationalen Marathonmeisterschaften. 
1988 verteidigte er beim Two Oceans Marathon seinen Titel und stellte mit 3:03:44 h den noch heute bestehenden Streckenrekord auf. Seine 50-km-Zwischenzeit von 2:43:38 h war über drei Jahrzehnte lang Weltbestzeit über diese Straßenlauf-Distanz.
Zwei weitere Male kam er beim Two Oceans Marathon in die Top Ten: 1991 als Sechster und 1992 als Dritter. Beim Comrades Marathon wurde er 1993 Fünfter.
Thompson Magawana starb an einer Viruserkrankung.